# Hell dig, du höga Nord
Hell dig, du höga Nord är en svensk fosterländsk sång, författad 1835 av kaptenen Fredrik Bernhard Cöster (1796-1878) och tonsatt för manskör av Bernhard Crusell.